# Pàmfila
Pàmfila (grec antic: Παμφίλη, llatí: Pamphĭla) fou una historiadora grega que va viure al temps de Neró. Segons la Suda era natural d'Epidaure, però Foci diu que era egípcia de naixement o descendència; potser va néixer a Epidaure d'una família procedent d'Egipte.
En una obra diu que va viure durant trenta anys al costat del seu marit, de qui no es va separar un moment, i que aquest va col·laborar en el seu llibre decisivament. El nom del seu marit és dubtós. La Suda diu que era filla de Sotèrides i esposa de Socràtides, però en un altre passatge la fa esposa de Sotèrides. Foci parla de Sotèrides sense indicar si era el pare o el marit.

## Obres
La seva obra principal, Comentaris històrics, és esmentada per diversos noms: ὑπομνήματα, o ὑπομνήματα ἱστορικά, o, συμμίκτων ἱστορικω̂ν ὑπομνημάτων λόγοι. Foci diu que donava informació de molts punts d'història i literatura, i que l'havia escrit a partir d'allò que havia après del seu marit i de les coses que coneixia escoltant les persones que freqüentaven casa seva, i que tenien fama i renom per la seva cultura. Ella personalment va recollir de les seves lectures allò que li semblava digne de menció i ho posà per escrit. El seu llibre va ser usat per Aulus Gel·li i Diògenes Laerci, i el primer en va extreure les dades de naixement d'Hel·lànic, Heròdot, i Tucídides.
Foci diu que estava dividit en vuit llibres però la Suda diu que eren trenta-tres, el que probablement és correcte, ja que Gel·li esmenta el llibre 29è i Laerci el 32è. Suides dona també els títols d'altres obres seves:
- Un Epítom de Ctèsies, en tres llibres.
- Epítoms d'històries ἐπιτομαὶ ἱστοριω̂ν τε καὶ ἑτερω̂ν βιβλίων
- Περὶ ἀμφισβητήσεων (Sobre les controvèrsies)
- Περὶ ἀφροδισίων (Sobre els plaers amorosos)

Diògenes Laerci recull una endevinalla, extreta dels Comentaris que diu: "Un és el pare, dotze els fills, i cada un d'ells té trenta filles que tenen forma diferent. Unes són blanques i altres negres, i encara que són immortals, totes moren". Es refereix a l'any.